# Marie Lafourcade
Pour les articles homonymes, voir Lafourcade.
Marie Lafourcade, née le 9 mars 1848 à Bordeaux et morte le 10 juillet 1900 à Saint-Germain-en-Laye, est une chanteuse qui a débuté à Lyon, avant de devenir une étoile de l'Eldorado, le plus célèbre café-concert parisien.

## Biographie
Née en 1848 à Bordeaux, Marie Louise Lafourcade est la troisième et dernière fille de Jean Lafourcade et Cécile Lespagne. Elle a deux sœurs, Marie Louise, née en 1843, et Catherine, née en 1845. En 1854, la famille quitte le Sud-Ouest pour s'installer à Paris. Après une jeunesse passée en partie en pension, Marie Lafourcade entre à quinze ans comme choriste aux Bouffes-Parisiens, où ses deux sœurs officient déjà, l'aînée sous le nom de Louise Lafourcade, la cadette sous celui de Mathilde Lafourcade.
En 1865, Marie Louise Lafourcade est amenée à témoigner à Londres avec ses sœurs, dans deux procès impliquant leur père,, condamné à dix-huit mois de prison pour parjure à l'issue du premier. Lors du second, les trois sœurs évoquent brièvement leur parcours : Louise est devenue blanchisseuse ; Mathilde a quitté le théâtre pour le café-concert et gagne entre 450 et 500 francs par mois ; Marie Louise, qui a dix-sept ans et demi, est chanteuse. Elles sont par ailleurs interrogées sur leur éventuelle participation à des séances de photographie de nu, ou à des spectacles comportant des scènes de nudité (appelées « poses plastiques »). Toutes les trois affirment avoir toujours posé ou joué habillées, et Louise précise qu'elles n'ont jamais reçu d'argent au titre de prostituées.
Perçue comme l'héritière de Thérésa, Marie Louise Lafourcade — désormais appelée Marie Lafourcade — est engagée à l'Eldorado en mars 1867 et devient célèbre en chantant notamment Le Pifferaro du boulevard, une chanson de Félix Baumaine et Charles Blondelet. À la même époque, sa sœur Mathilde poursuit sa carrière de son côté,.
Le 9 août 1874, Le Figaro annonce la mort de Mathilde Lafourcade : embarquée pour une tournée en Californie, elle est morte à 27 ans le 14 juillet 1874, le lendemain de son arrivée à San Francisco, d'une fièvre contractée durant une halte à Panama,. Dans les jours suivants, plusieurs journaux relaient l’information, mais confondant Mathilde avec sa sœur, ils rapportent à tort que Marie Lafourcade est morte de phtisie pulmonaire. Le 13 août, Le Figaro relève l'erreur et précise que « l'une [des deux sœurs] était mariée », sans mentionner laquelle.
Marie Lafourcade se produit toujours en 1887,. Elle meurt chez elle, 2 rue de la Baronne-Gérard à Saint-Germain-en-Laye, en 1900, à l'âge de 52 ans.

## Portrait de Marie Lafourcade
Jules Celès écrit en 1869 :
« Les débuts de Mlle Lafourcade sur la scène de l'Eldorado de Lyon (20 novembre 1866) inspirèrent au correspondant de la France artistique les réflexions suivantes :
En voyant les orgies rimées qu'enfantent chaque jour les cerveaux en délire de nos chansonniers modernes, et que baptise avec un zèle vertigineux la « prêtresse de l'Alcazar » je me suis dit bien des fois :
La chanson française descendue à ce niveau dégradant et abject ne se relèvera jamais, c'est à l'agonie de cette sainte martyre que le peuple assiste aujourd'hui. Mort ignominieuse s'il en fut que celle qui l'attend car ce n'est pas sur un lit d'hermine que la chanson rendra le dernier soupir, mais bien dans le fangeux ruisseau de la rue où elle croupit à cette heure. Elle mourra comme une fille publique, avilie et méprisée de tous, et n'aura pour accompagner sa dépouille au cimetière que les ricanements sinistres de gens impudiques qui l'auront encensée au temps où elle se prostituait.
Je disais cela il y a deux jours encore mais une voix divine que j'ai entendue hier, pour la première fois a chassé par son souffle puissant toutes ces noires pensées, comme le vent chasse devant lui tous les nuages sombres qui obscurcissent le ciel.
Sous les traits de Mlle Lafourcade j'ai reconnu l'espiègle figure de la chanson gauloise : malicieuse, spirituelle, mordante et honnête par-dessus tout. Bravo! bravo ! me suis-je écrié, la chanson française est ressuscitée, épurée de son cynisme et de ses vices. Hurrah pour Lafourcade !
Notre jeune chanteuse est douée d'une voix fraîche qui tient de l'archange ; elle dit la chansonnette avec une finesse et un goût exquis, et est, avec cela, pleine de grâce dans ses gestes ingénus.
Honneur à la jeune chanson !
Thérésa est malade, Risette a disparu, Baudin s'éteint, place à Lafourcade ! »
Les prévisions du journaliste lyonnais se sont parfaitement réalisées :
Quelques mois plus tard, Mlle Lafourcade était appelée à l'Eldorado de Paris, et chacun se rappelle encore l'accueil qui lui fut fait et les bravos enthousiastes qu'elle suscita.
Mais, au lieu de couplets incolores, de fatidiques refrains d'alcôves et de boudoirs, si notre jeune artiste eût pu se présenter avec un répertoire de chansons épicuriennes, satiriques ou socialistes — genres convenant mieux à son tempérament — elle eût révolutionné Paris.
Mais, dame censure...
Depuis que je sais qu'on a refusé le visa à  À quoi sert la terre, je n'ai plus envie d'accuser les poètes de corrompre la chanson...
Naissance : 1844, Age vrai : 25 ans, Age qu'elle se donne : 21 ans, Age qu'on lui donne : 19 ans
Profil :
A une figure intelligente — de jolis yeux — des sourcils bien arqués — une bouche appelant les baisers — un front de vierge ombragé de touffes de beaux cheveux noirs — les épaules de la Vénus antique — et une gorge... chut !... 
Indiscrétions :
Est emportée — vive — à la main leste — soufflette les gens qui l'embêtent — s'énerve d'un rien — avait l'accent du midi — l'a perdu — fume la cigarette — et tutoie tout ce qui est autour d'elle.
Ses succès :
Le Petit crevé, l'Enfant de troupe et le Pifferaro. »